# Opisthonema
Genre
Opisthonema est un genre de poissons de la famille des clupéidés (Clupeidae). La famille des clupéidés comprend certains des poissons les plus consommés dans le monde comme les harengs, aloses, sardines, et menhadens.

## Liste des espèces
- Opisthonema berlangai Berry and Barrett, 1963
- Opisthonema bulleri (Regan, 1904)
- Opisthonema libertate (Günther, 1867) - chardin du Pacifique
- Opisthonema medirastre Berry and Barrett, 1963
- Opisthonema oglinum (Lesueur, 1818)